# Conde de Westmorland
Conde de Westmorland é um título que foi criado duas vezes no Pariato da Inglaterra. O título foi criado pela primeira vez em 1397 para Ralph Neville. Foi perdida em 1571 por Charles Neville, 6.º Conde de Westmorland, por liderar a Revolta do Norte. Foi revivido em 1624 em favor de Sir Francis Fane, cuja mãe, Mary Neville, era descendente de um filho mais novo do primeiro conde. O primeiro conde da primeira criação já havia se tornado Barão Neville de Raby, e esse era um título subsidiário para seus sucessores. O atual conde detém o título subsidiário de Barão Burghersh (1624).

## Criação de 1397

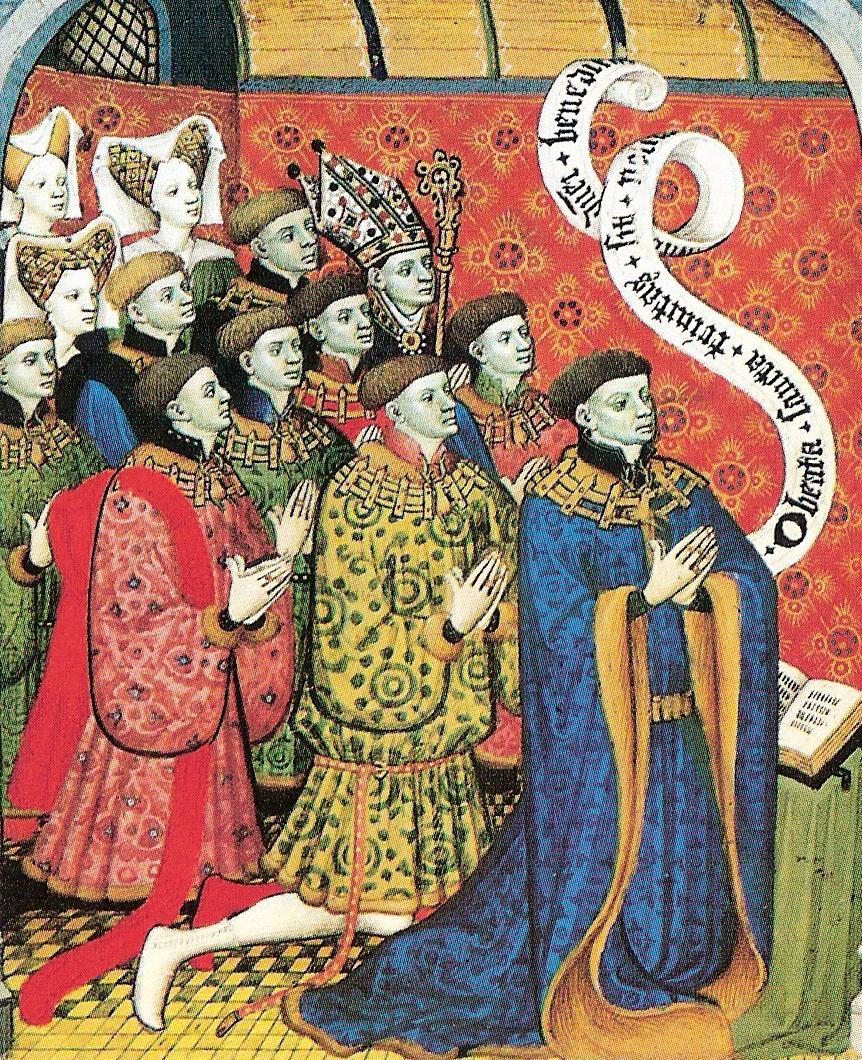
Ralph Neville, 1.º Conde de Westmorland, e seus doze filhos.

Ralph Neville, 4.º Barão Neville de Raby e 1.º conde de Westmorland (1364–1425), filho mais velho de John, 3º Barão Neville, e sua esposa Maud Percy (ver Neville, Família), foi nomeado cavaleiro por Thomas de Woodstock, depois duque de Gloucester, durante a expedição francesa de 1380, e sucedeu na baronia de seu pai em 1388. Ele foi co-guardião da fronteira oeste em 1386 e foi renomeado para um novo mandato em 1390. Em 1391, ele foi colocado na comissão que assumiu as funções de condestável no lugar do duque de Gloucester, e se envolveu repetidamente em negociações com os escoceses. Seu apoio ao partido da corte contra os lordes apelantes foi recompensado em 1397 pelo condado de Westmorland. 
Westmorland casou-se pela segunda vez com Joana Beaufort, meia-irmã de Henrique de Lencastre, depois Henrique IV, a quem se juntou em seu desembarque em Yorkshire em 1399. Ele já detinha os castelos de Brancepeth, Raby, Middleham e Sheriff Hutton quando recebeu de Henrique IV a honra e o senhorio de Richmond vitalício. Os únicos rivais dos Nevilles no norte eram os Percies, cujo poder foi quebrado em Shrewsbury em 1403. Ambas as marcações estavam em suas mãos, mas a tutela das marcações ocidentais agora estava atribuída a Westmorland, cuja influência também era primordial no leste, que estava sob a tutela nominal do jovem príncipe John, posteriormente duque de Bedford. Westmorland impediu Northumberland de marchar para reforçar Hotspur em 1403 e, antes de embarcar em uma nova revolta, ele procurou proteger seu inimigo, cercando, mas tarde demais, um dos castelos de Sir Ralph Eure, onde o conde estava hospedado. Em maio, os Percies estavam em revolta, com o conde marechal, Thomas, 4.º conde de Norfolk, e Richard le Scrope, arcebispo de York . Westmorland os encontrou em Shipton Moor, perto de York, em 29 de maio de 1405, e sugeriu uma negociação entre os líderes. Ao fingir acordo com o arcebispo, o conde o induziu a permitir que seus seguidores se dispersassem. Scrope e Mowbray foram então capturados e entregues a Henry em Pontefract em 3 de janeiro. As improbabilidades dessa narrativa levaram alguns escritores a pensar, diante das autoridades contemporâneas, que Scrope e Mowbray devem ter se rendido voluntariamente. Se Westmorland os traiu, pelo menos não teve participação na sua execução. 
Daí em diante, Westmorland estava ativamente envolvido em negociações com os escoceses e na manutenção da paz nas fronteiras. Ele não desempenhou o papel que lhe foi atribuído por Shakespeare em Henrique V, pois durante a ausência de Henrique ele permaneceu no comando do norte e foi membro do conselho de Bedford. Ele consolidou a força de sua família por meio de alianças matrimoniais. Sua filha Catherine casou-se em 1412 com John, 2.º Duque de Norfolk, irmão e herdeiro do Conde Marshal, que havia sido executado depois de Shipton Moor; Anne casou-se com Humphrey, 1.º Duque de Buckingham; Eleanor casou-se, após a morte de seu primeiro marido Richard le Despenser, com Henry Percy, 2.º Conde de Northumberland ; Cecily casou-se com Richard, 3.º Duque de York, e foi mãe de Eduardo IV e Richard III . Os filhos de seu segundo casamento foram Richard, 5.º Conde de Salisbury, William, Barão Fauconberg, George, Barão Latimer, Robert, bispo de Salisbury e depois de Durham, e Edward, Barão Abergavenny. O conde morreu em 21 de outubro de 1425, e um belo túmulo de alabastro foi erguido em sua memória na igreja de Staindrop, perto do Castelo de Raby. 
Ralph Neville, 2.º Conde de Westmorland ( c . 1404–1484), filho de John, Lord Neville (falecido em 1423), sucedeu seu avô em 1425 e se casou como sua primeira esposa Elizabeth Percy, baronesa viúva Clifford, filha de Sir Henry "Hotspur" Percy, formando assim novos laços com os Percies. O terceiro conde, Ralph Neville (1456–1499), era seu sobrinho e filho de John Neville, Lord Neville, que foi morto na Batalha de Towton. Seu neto Ralph Neville, 4.º Conde de Westmorland (1499–1550), foi um guerreiro de fronteira enérgico, que permaneceu fiel à causa real quando os outros grandes senhores do norte se juntaram à Peregrinação da Graça . Ele foi sucedido por seu filho Henrique, 5.º Conde (c. 1525–1563). 
Charles Neville, 6.º conde (1543–1601), filho mais velho do 5º conde com sua primeira esposa Anne, filha de Thomas Manners, 1.º conde de Rutland, foi criado como católico romano e foi ainda mais ligado ao partido católico por seu casamento com Jane, filha de Henry Howard, conde de Surrey . Ele foi membro do conselho do norte em 1569, quando se juntou a Thomas Percy, 7.º Conde de Northumberland, e seu tio Christopher Neville, na Revolta Católica do Norte, que tinha como objetivo a libertação de Maria, Rainha dos Escoceses . Com o colapso da insurreição mal organizada, Westmorland fugiu com seu irmão conde para as fronteiras e, finalmente, para os Países Baixos espanhóis, onde viveu recebendo uma pensão de Filipe II da Espanha, até sua morte em 16 de novembro de 1601. Ele não deixou filhos, e suas honras foram perdidas por seu proscrito formal em 1571. O Castelo de Raby permaneceu nas mãos da coroa até 1645. 
Durante o reinado de Jaime I, o condado foi reivindicado por Edward Neville, um descendente de George Neville, 1.º Barão Latymer . Embora o requerente tenha sido reconhecido como herdeiro masculino do primeiro conde de Westmorland, a sua reivindicação não foi admitida devido ao proscrito. 

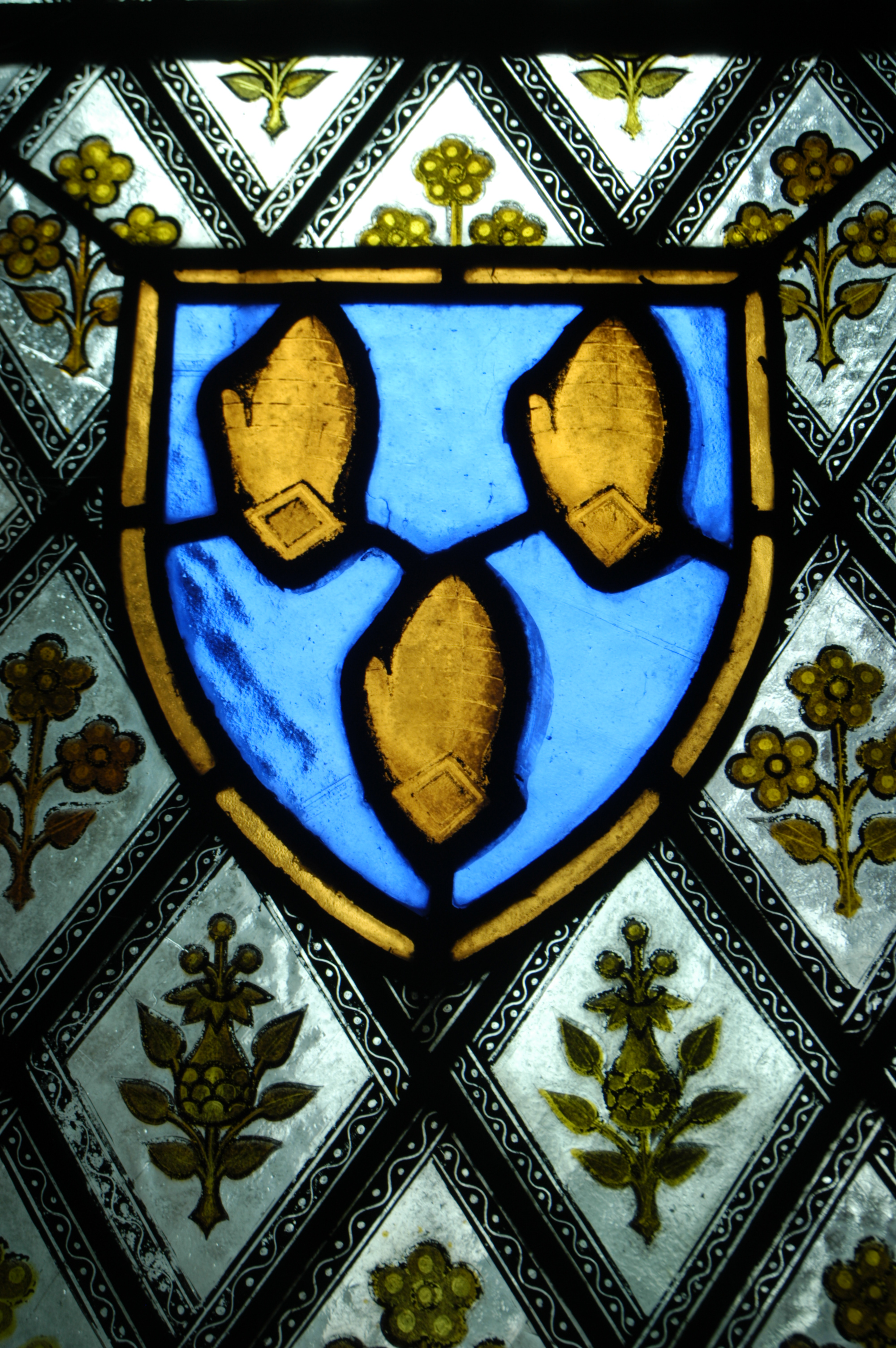
_{Escudo Fane em Fulbeck.}

Ele morreu por volta de 1640. "Houve um descendente masculino existente muito depois do século XVII, do 1º Lorde Latimer desta criação. O descendente de Thomas Nevill, de Pigotts Ardley, condado de Essex (que faleceu em 1550 e que foi irmão no ano seguinte de William Nevill, acima mencionado, e de John, o 3.º Lorde Latimer), ancestral dos Nevills, de Halstead, naquele condado, é dito ter existido por oito gerações nas " Famílias Nobres Britânicas " de Drummond "  Veja também 

## Criação de 1624

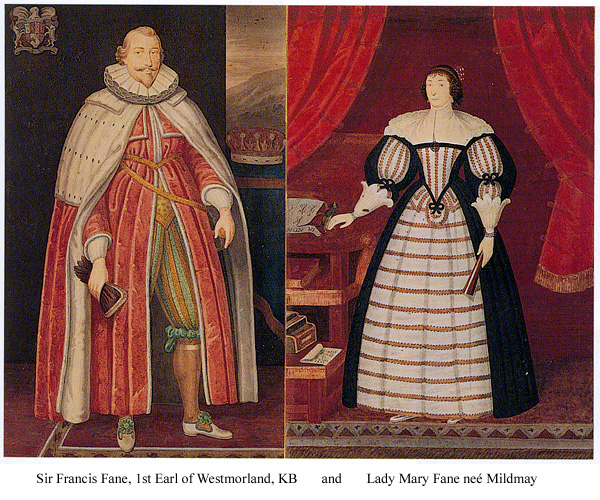
Francis Fane, 1.º Conde de Westmorland, com sua esposa Mary Mildmay.

O título foi revivido em 1624 em favor de Sir Francis Fane, cuja mãe, Mary Neville, era descendente de um filho mais novo do primeiro conde da criação de 1397. Ele foi criado Barão Burghersh, no Condado de Sussex, e Conde de Westmorland no Pariato da Inglaterra em 1624, e se tornou Barão le Despencer após a morte de sua mãe em 1626. Seu filho Mildmay Fane, 2.º Conde de Westmorland, inicialmente aliou-se ao partido do rei na Guerra Civil Inglesa, mas depois se reconciliou com o parlamento. John Fane, 7.º conde de Westmorland, serviu sob o comando do duque de Marlborough e foi nomeado em 1739 tenente-general dos exércitos britânicos. 
John Fane, 11.º Conde de Westmorland, filho único de John Fane, 10.º Conde de Westmorland, entrou para o exército em 1803 e, em 1805, participou da campanha de Hanover como ajudante de campo do General Sir George Don. Ele foi ajudante-geral adjunto na Sicília e no Egito (1806–1807), serviu na Guerra Peninsular de 1808 a 1813, foi comissário militar britânico nos exércitos aliados sob o comando do Príncipe de Schwarzenberg e marchou com os aliados para Paris em 1814. Posteriormente, foi promovido a major-general (1825), tenente-general (1838) e general (1854), embora a última metade de sua vida tenha sido dedicada ao serviço diplomático. Ele foi residente britânico em Florença de 1814 a 1830 e embaixador britânico em Berlim de 1841 a 1851, quando foi transferido para Viena. Em Berlim, ele mediou a questão Schleswig-Holstein e, em Viena, foi um dos plenipotenciários britânicos no congresso de 1855. Ele se aposentou em 1855 e morreu em Apethorpe Hall, Northamptonshire, em 16 de outubro de 1859. Ele próprio um músico de considerável reputação e compositor de várias óperas, tinha um grande interesse pela causa da música na Inglaterra e, em 1822, fez propostas que levaram à fundação, no ano seguinte, da Royal Academy of Music. Sua esposa Priscilla Anne, filha de William Wellesley-Pole, 3.º conde de Mornington, foi uma artista distinta. 
Suas obras publicadas incluem Memórias das primeiras campanhas do duque de Wellington em Portugal e Espanha (1820) e Memórias das operações dos exércitos aliados sob o comando do príncipe Schwarzenberg e do marechal Blucher (1822). 
Francis Fane, 12.º Conde de Westmorland, quarto filho do anterior, também foi um soldado distinto. Ele entrou para o exército em 1843 e serviu na campanha de Punjab de 1846; foi nomeado ajudante-de-ordens do governador-geral em 1848 e se destacou na Batalha de Gujarat em 21 de fevereiro de 1849. Ele foi para a Guerra da Crimeia como ajudante de campo de Lorde Raglan e foi promovido a tenente-coronel em 1855. Ao retornar à Inglaterra, tornou-se ajudante de campo do duque de Cambridge e recebeu a Medalha da Crimeia . A morte de seu irmão mais velho em 1851 lhe deu o título de Lord Burghersh e, após sua ascensão ao condado em 1859, ele se aposentou do serviço com o posto de coronel. Ele morreu em agosto de 1891 e foi sucedido por seu filho, Anthony Fane, 13.º Conde de Westmorland. 

## Condes de Westmorland; Primeira criação (1397)

Brasões de Neville : Gules, uma espada de prata

- Ralph Neville, 1.º Conde de Westmorland ( c. 1364–1425)
- Ralph Neville, 2.º Conde de Westmorland (1408–1484)
- Ralph Neville, 3.º Conde de Westmorland (1456–1499)
- Ralph Neville, 4.º Conde de Westmorland (1497–1549)
- Henry Neville, 5.º Conde de Westmorland (1525–1564)
- Charles Neville, 6.º Conde de Westmorland (1542–1601) (perdido em 1571)

## Condes de Westmorland; Segunda criação (1624)

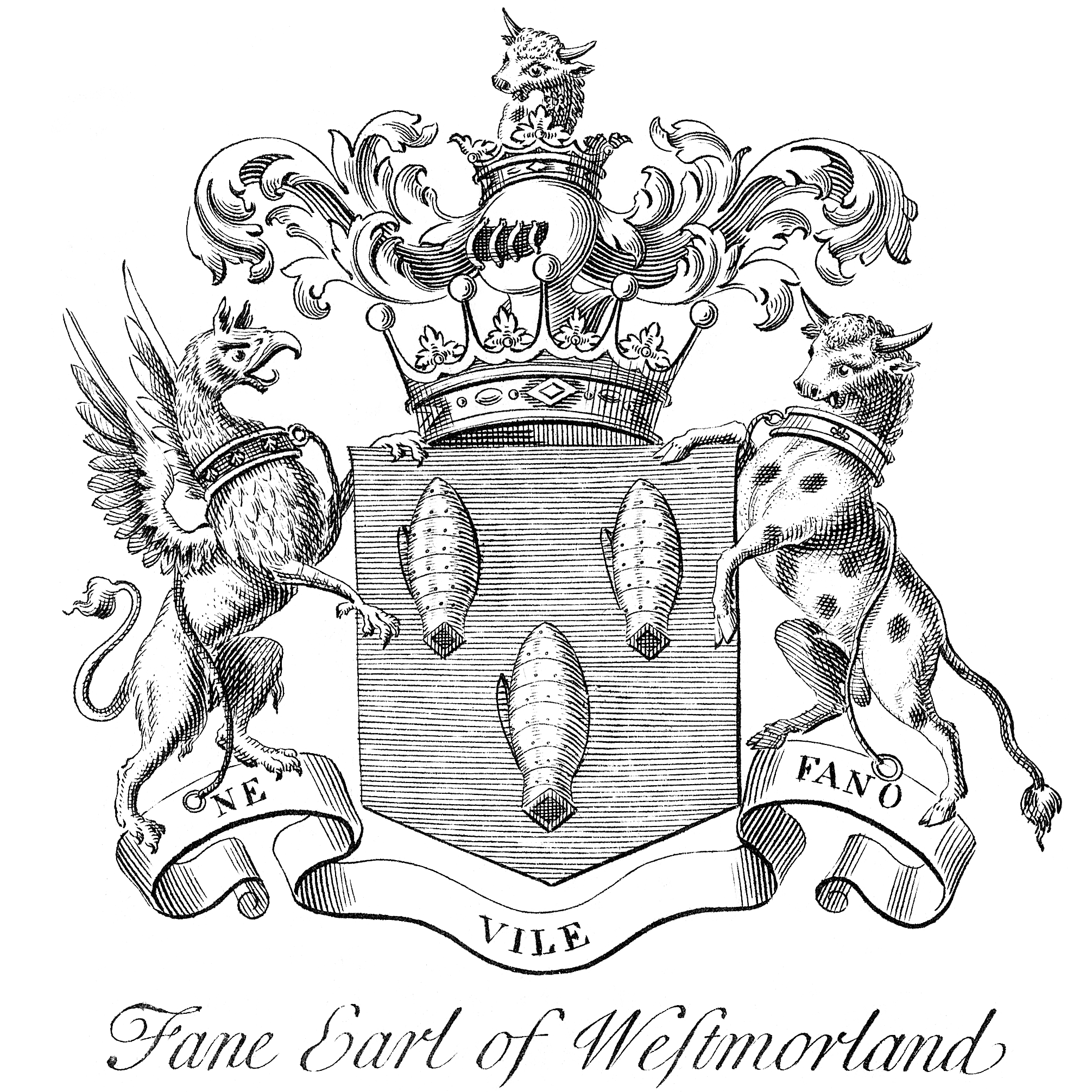
Conquista heráldica da família Fane, Condes de Westmorland. Lema latino: Ne Vile Fano, geralmente traduzido em inglês como "Não desonre o altar"; traduzido literalmente: "Não (coloque algo) barato no templo". O lema é um trocadilho com os nomes Nevile e Fane, com os quais a antiga família compartilha o brasão de uma cabeça de touro. O antigo lema de Neville é: Ne vile velis, "não faça nenhum desejo mesquinho", literalmente: "não deseje (algo) barato"

- Francis Fane, 1.º Conde de Westmorland (1580–1629)
- Mildmay Fane, 2.º Conde de Westmorland (1602–1666)
- Charles Fane, 3.º Conde de Westmorland (1635–1691)
- Vere Fane, 4.º Conde de Westmorland (1645–1693)
  - João Fane (1676–1678)
- Vere Fane, 5.º Conde de Westmorland (1678–1699)
- Thomas Fane, 6.º Conde de Westmorland (1683–1736)
- John Fane, 7.º Conde de Westmorland (1685–1762)
- Thomas Fane, 8.º Conde de Westmorland (1701–1771)
- John Fane, 9.º Conde de Westmorland (1728–1774)
- John Fane, 10.º Conde de Westmorland (1759–1841)
- John Fane, 11.º Conde de Westmorland (1784–1859)
  - João Arthur Fane (1816–1816)
  - George Augustus Frederick John Fane, Lorde Burghersh (1819–1848)
  - Ernest Fitzroy Neville Fane, Lorde Burghersh (1824–1851)
- Francis William Henry Fane, 12.º Conde de Westmorland (1825–1891)
  - George Neville John Fane, Lorde Burghersh (1858–1860)
- Anthony Mildmay Julian Fane, 13.º Conde de Westmorland (1859–1922)
- Vere Anthony Francis Fane, 14.º Conde de Westmorland (1893–1948)
- David Anthony Thomas Fane, 15.º Conde de Westmorland (1924–1993)
- Anthony David Francis Henry Fane, 16.º Conde de Westmorland (nascido em 1951)

O herdeiro presuntivo é o sobrinho do atual titular, Sam Michael David Fane (nascido em 1989).

## Galeria

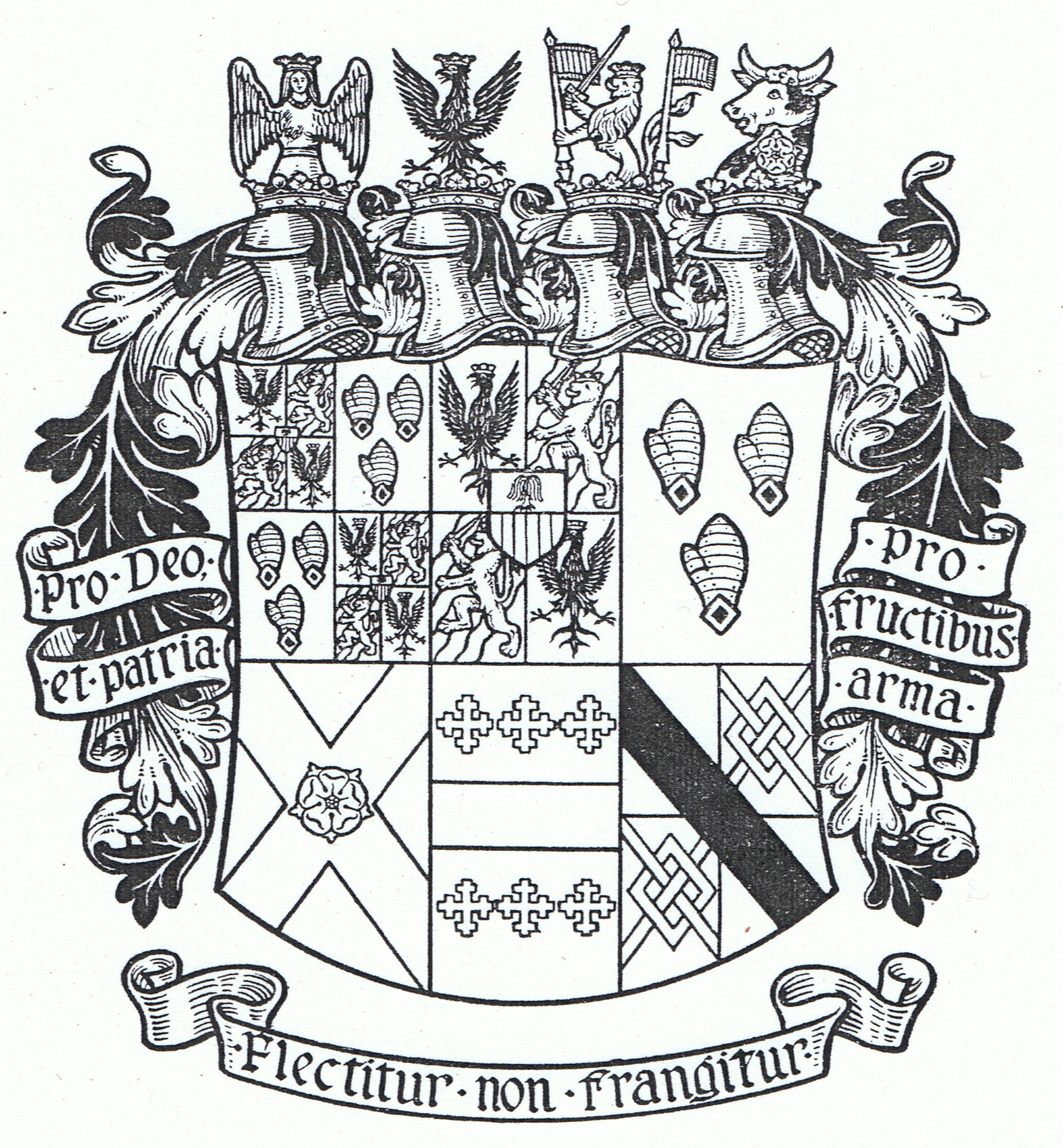
Brasão de Fane De Salis
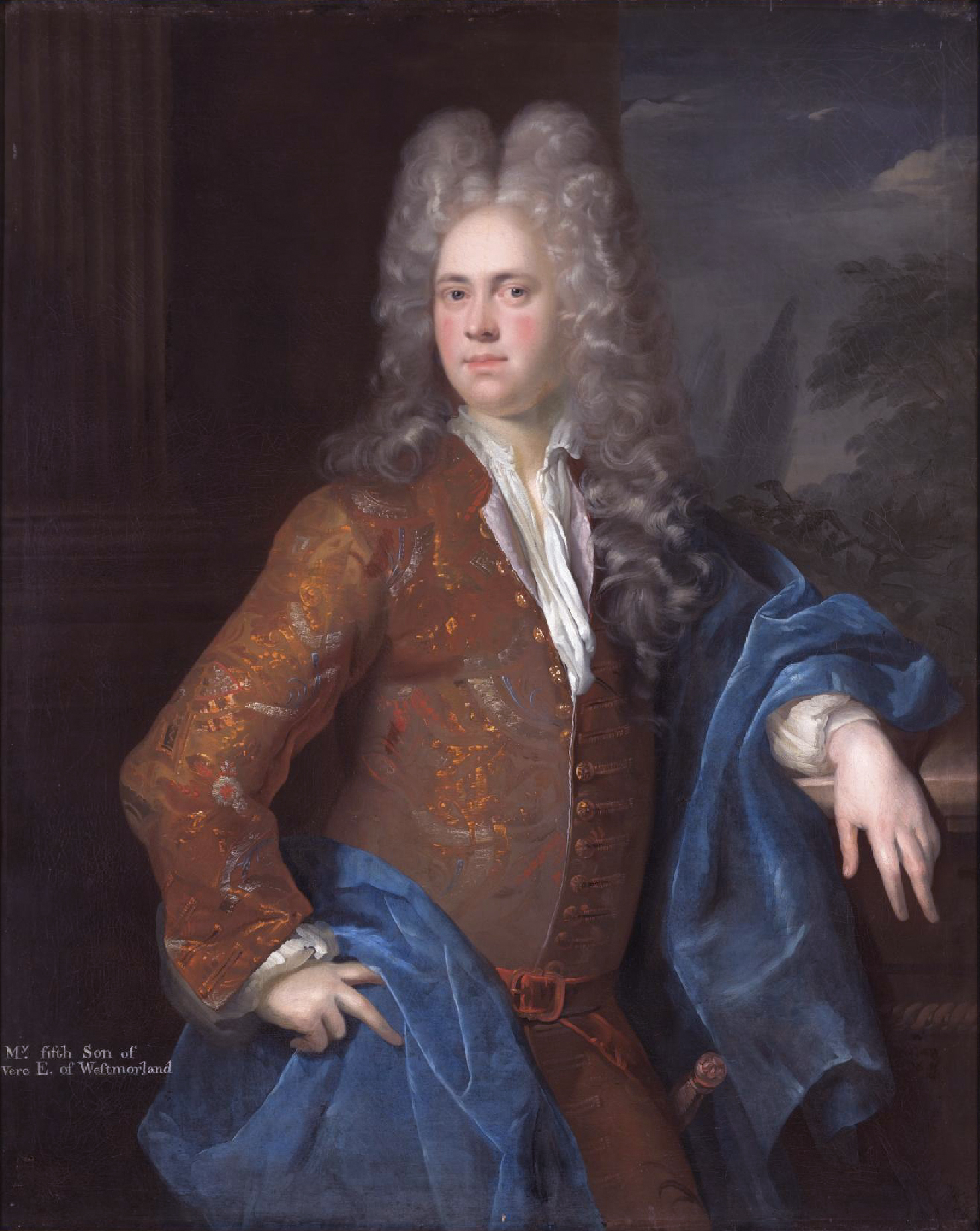
Mildmay Fane (1689-1715) por Alexis-Simon Belle
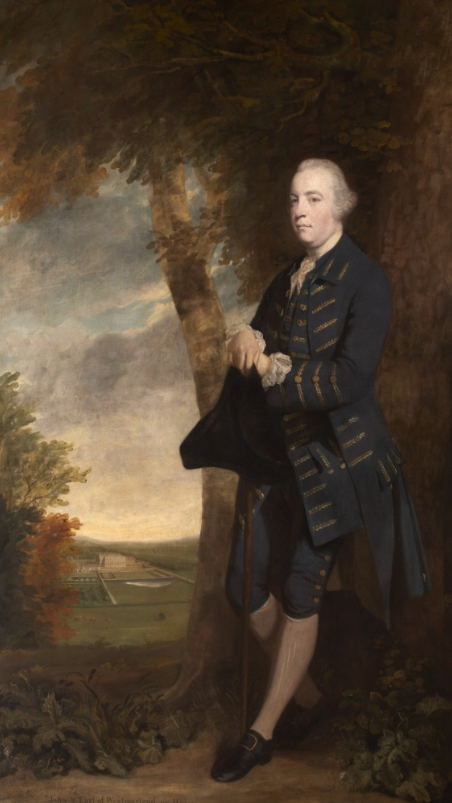
Retrato de Joshua Reynolds de John Fane, 9.º Conde, 1764.
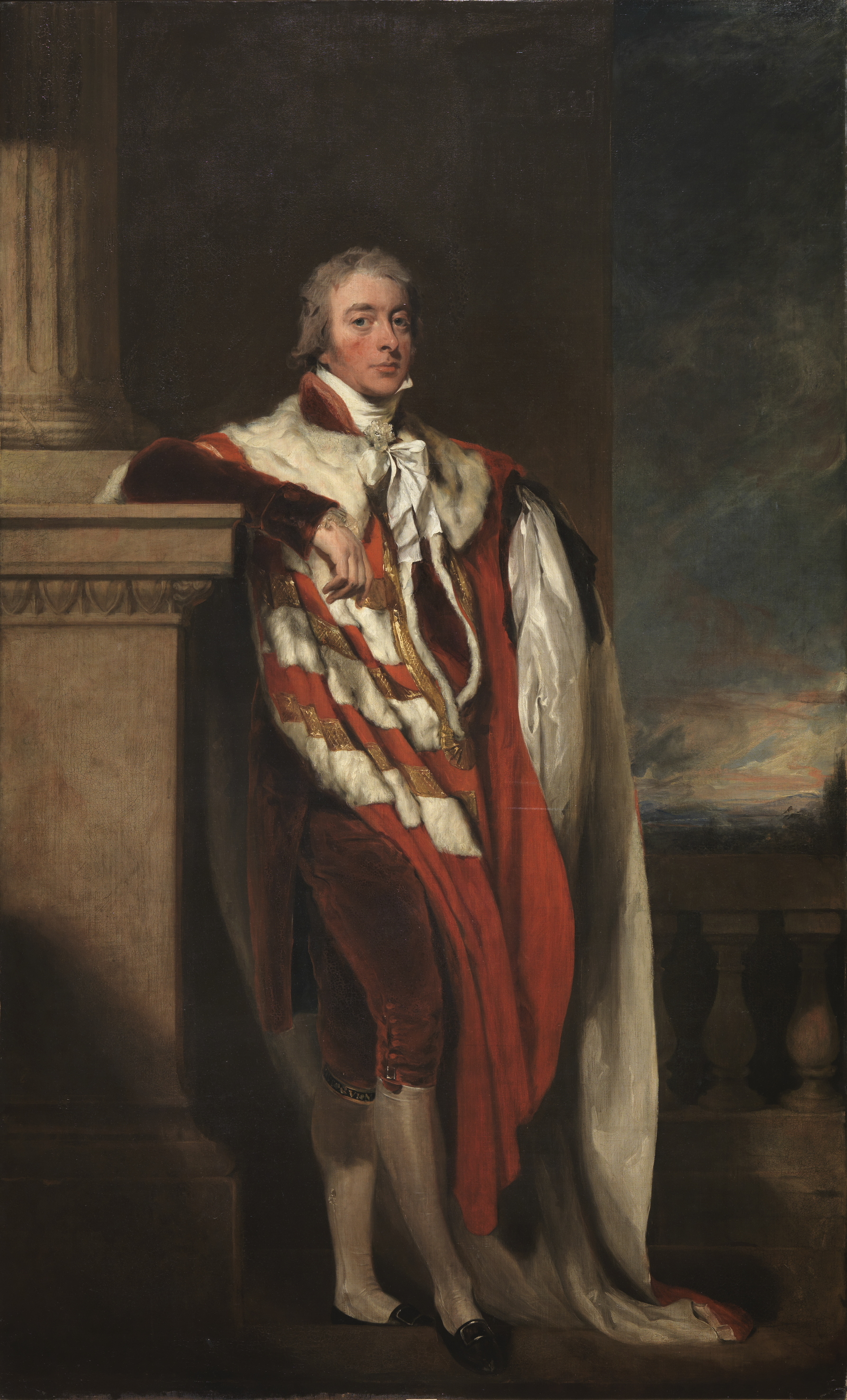
Retrato de Lord Westmoreland . Retrato de Thomas Lawrence de John Fane, 10.º Conde, 1806.
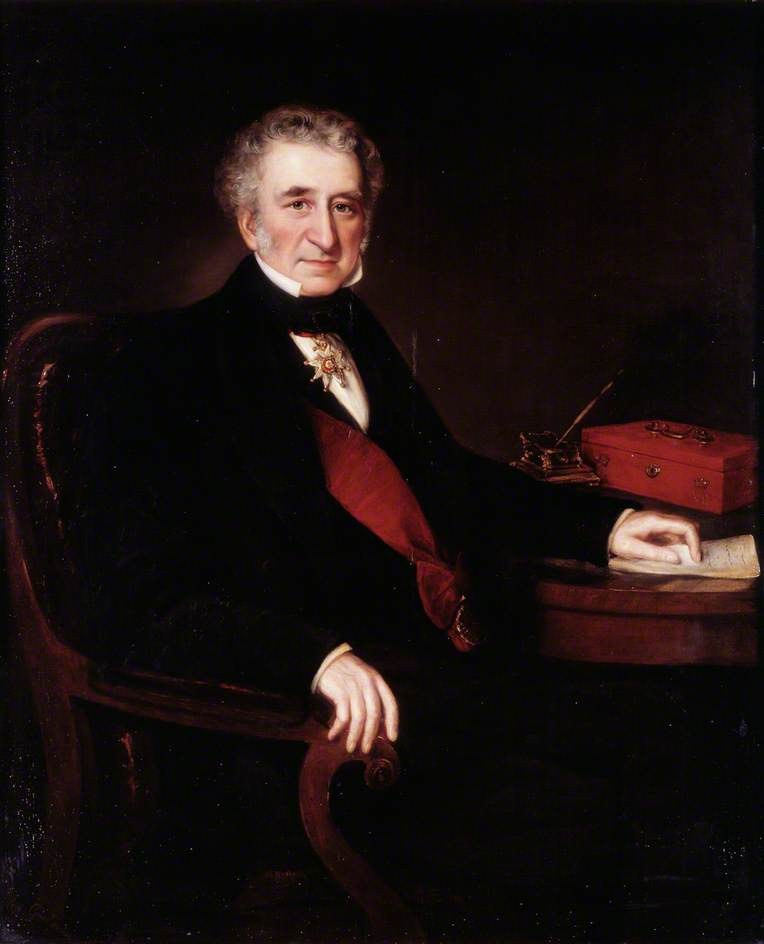
Retrato de Julia Goodman de John Fane, 11.º conde, 1855